# KNBLO Jubileum wandelpad

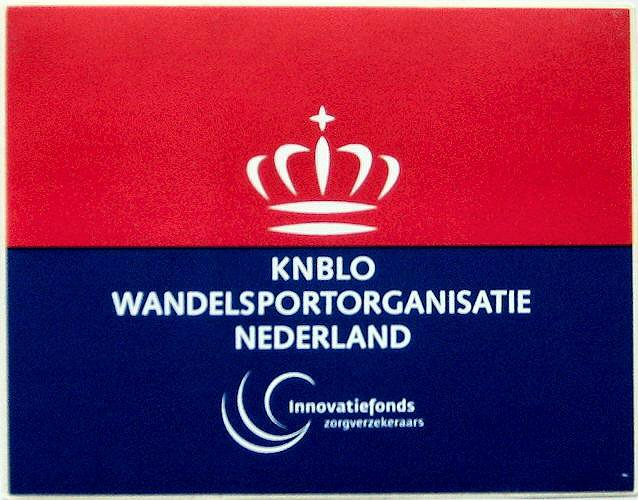
Wandelmarkering KNBLO Jubileum wandelpaden

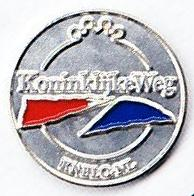
Herinneringsspeld Koninklijke Weg

KNBLO Jubileum wandelpaden zijn wandelpaden die de Koninklijke Nederlandse Bond voor Lichamelijke Opvoeding (KNBLO) heeft uitgezet ter gelegenheid van het 100-jarig bestaan in 2008. De provinciale wandelpaden zijn op elkaar aangesloten en vormen landelijk gezien een grote 8 door Nederland. De enige niet provinciale route is de Koninklijke Weg. Deze verbindt Paleis Noordeinde in Den Haag met Paleis Het Loo in Apeldoorn. Het netwerk van Jubileum wandelpaden beslaat in totaal ruim 1500 km. Grote delen zijn rolstoelvriendelijk.

## Lijst van KNBLO Jubileum wandelpaden
- Groningen – Hunze- en Fivelpad (103 km)
- Friesland – Kuierpaad (272 km)
- Drenthe – Drenthelaarpad (136 km)
- Overijssel – Sallandpad (42 km)
- Flevoland – Flevopad (82 km)
- Gelderland – Rondom de Groene Bedstee (130)
- Utrecht - Rondom Berg en Bosch (60 km)
- Noord-Holland – Noord-Hollandpad (200 km)
- Zuid-Holland – Polderroute (56 km)
- Zeeland – Bevrijdingspad (130 km)
- Noord-Brabant – Grensdijkjespad (109 km)
- Limburg – Napoleonspad (78 km)
- Koninklijke Weg – Paleis Noordeinde – Paleis Het Loo (170 km)